# Sébeville
Sébeville ist eine französische Gemeinde mit 34 Einwohnern (Stand 1. Januar 2022) im Département Manche in der Region Normandie. Das Dorf liegt auf der Halbinsel Cotentin und ist landwirtschaftlich geprägt. Das Dorf wird von der Nationalstraße 13 tangiert.

## Geschichte
1972 wurden Sébeville und Écoquenéauville von Turqueville eingemeindet. Die neu entstandene Gemeinde nannte sich Criqueville-au-Plain. Schon 1979 trennten sich Sébeville und Écoquenéauville von Turqueville und wurden wieder eigenständige Gemeinden.

## Bevölkerungsentwicklung
| 1962 | 1968 | 1975 | 1982 | 1990 | 1999 | 2017 |
| ---- | ---- | ---- | ---- | ---- | ---- | ---- |
| 52   | 58   | 52   | 44   | 35   | 25   | 34   |